# Tympanophyllum porrectum
Tympanophyllum porrectum är en insektsart som först beskrevs av Walker, F. 1870.  Tympanophyllum porrectum ingår i släktet Tympanophyllum och familjen vårtbitare. Inga underarter finns listade i Catalogue of Life.